# 20141 Маркіджер
20141 Маркіджер (20141 Markidger) — астероїд головного поясу, відкритий 13 вересня 1996 року.
Тіссеранів параметр щодо Юпітера — 3,590.